# The Plum Album
The Plum Album is het derde muziekalbum van de Noorse singer-songwriter Haakon Ellingsen. Het studioalbum is opgenomen in Noorwegen, met Noorse muzikanten. Ellingsen bevond zich in de omgeving van musici, die heel andere muziek maken. Op het album spelen dan ook mensen mee uit bands zoals The Opium Cartel, In Lingua Mortua en anderen. Termo Records is een onafhankelijk platenlabel waarop voornamelijk zware progressieve rock verschijnt. De muziek doet denken aan symfonische rock meets The Beatles en mede dankzij de banjo aan de Strawbs.

## Musici
- Haakon Ellingsen – zang, gitaar, piano, ukelele, banjo.
- Brynjar Dambo – toetsinstrumenten, gitaar, basgitaar
- Ketil Vestrum Einarsen – dwarsfluit, zang
- Gauto Storsven – gitaar
- Henning Sandsdalen - basgitaar
- Oystein Hvarnen Rasmussen – slagwerk
- Erik Johannessen – trombone, waldhoorn
- Sigrun Eng – cello
- leif Oversen – vibrafoon
- Lars Pedersen – achtergrondzang

## Composities
Allen van Ellingsen behalve waar aangegeven :
1. Sunshine girl
2. Tonight
3. The teacher (Leigh Hunt/Bion of Smyrna)
4. Charlie
5. Love to be with you
6. 100 years ago
7. Dear funny
8. Miss Universe and me
9. I’d stayin this moodall my life if I could
10. They play with the wind
11. Barefoot sunshine girl
12. The sky police